# Пингвины Мадагаскара
«Пингви́ны Мадагаска́ра» (англ. Penguins of Madagascar) — американский компьютерно-анимационный фильм студии DreamWorks Animation, спин-офф серии мультфильмов «Мадагаскар». Премьера в Ирландии состоялась 8 ноября 2014 года, в США — 26 ноября.

## Сюжет
Вступительная сцена разыгрывается в Антарктиде. Колония пингвинов движется в неизвестном направлении, но трёх птенцов — Шкипера, Ковальски и Рико, специально вышедших из рядов, — очень интересует, куда же все идут. А мимо них тем временем катится яйцо. Получив в свой адрес несколько реплик (среди которых прозвучало сообщение о том, что пингвины каждый год теряют несколько яиц) и таким образом убедившись в абсолютном равнодушии толпы к происходящему, трое юных решают сами спасти яйцо. А оно скатывается с обрыва и попадает на палубу старого корабля, с которого, по словам Ковальски, живым никто не возвращался — ведь на нём обитают морские леопарды. Трое из них, заметив яйцо на палубе, ползут к нему, но пингвинята успевают спуститься и спасти яйцо. Чудом избежав гибели, они падают на отколовшийся от континента айсберг, на котором из яйца вылупляется Прапор. По оценке Ковальски, их ожидает скорая гибель в 95 шансах из ста, тогда как остальные пять сулят приключения и славу, какие ещё не выпадали на долю пингвинов. Так Шкипер, Ковальски, Рико и Прапор становятся командой.
Несколько лет спустя пингвины попадают в зоопарк Центрального парка в Нью-Йорке и затмевают местную звезду — осьминога Дэйва. Тому отныне нигде не жилось спокойно ни в зоопарке, ни в океанариуме, потому что на него никто не обращал внимания. Затаив злобу на тех, кто отнял у него славу, он решает отомстить всем пингвинам мира.
После событий в Антарктиде, описанных в оригинальной трилогии, прошло уже десять лет. Шкипер, Ковальски, Рико и Прапор, сбежав из цирка от надоевших им тамошних обитателей, в честь дня рождения Прапора проникают в Форт-Нокс, чтобы добраться до последнего в США источника особых чипсов «Сырные хрумки». Они достигли цели, но у автомата чипсов четвёрку, уже возомнившую себя самым крутым отрядом на свете, подстерёг Дэйв. Похитив пингвинов, осьминог отправляет их в свою лабораторию в Венеции.
Тут перед недоумевающими птицами их недруг предстал в человеческом облике, будучи к тому времени известен среди людей как выдающийся генетик доктор Октавий Спрут. Напомнив не узнавшим его пингвинам о своих давних претензиях к ним, Дэйв достаёт капсулу с дозой некой жидкости зелёного цвета, а пленников окружают его подручные. Но Рико, воспользовавшись секретным оружием (каковым являлись «Сырные хрумки»), крадёт капсулу, и пингвины сбегают.
Начинается погоня, в ходе которой в события вмешиваются новые участники. Трое подручных осьминогов доктора Спрута, преследуя беглецов по Венецианскому каналу, загоняют их в тупик, но тех спасают невесть откуда взявшиеся полярная сова, тюлень и белый медведь. Тут из самолёта выпрыгивает волк (его имя — секрет, и далее пингвины так и называют его «Секретом»). Таким образом, пингвинов берёт под защиту высокотехнологичное шпионское агентство «Северный ветер», где Секрет — лидер, белый медведь Капрал — силач, белёк Порох — подрывник и эксперт по вооружению, а сова Ева (в неё влюбляется Ковальски) — разведчик и аналитик. В своей штаб-квартире маламут допрашивает пингвинов о том, что они узнали, находясь на подлодке доктора Спрута. После доклада Секрет сообщает пингвинам — как некую «новость для них», — что в лаборатории доктора Спрута тайно разрабатывается оружие под названием «Сыворотка медузы». Тогда Рико, к изумлению Секрета, выплёвывает капсулу, украденную им у Дэйва. Тем временем в штаб «Северного ветра» звонит сам Дэйв. Выясняется, что у него в лаборатории сыворотки заготовлено гораздо больше — и не только для мести команде Шкипера. После звонка Дэйва заметно и интенсивно происходило похищение пингвинов со всего мира. Сотрудники «Северного ветра» уже были готовы к вылету, но им помешали пингвины. Секрет выходит из себя, усыпляет птиц специальными пулями и приказывает отправить в самое безопасное место Земли — то есть на Мадагаскар.
Пингвины просыпаются в самолёте и, поняв, что «Северный ветер» пытается оттеснить их от операции, решают спасти свой род сами. Они выпрыгивают из самолёта, меняют один рейс на другой и т. д., но в итоге приземляются на батут (надутый ими на лету) из того самолёта, с которого начали «десант».
Дэйв похищает несколько пингвинов из Рио-Де-Жанейро. На место преступления прибывает «Северный ветер», где узнают, что пингвины не добрались до Мадагаскара. А те попадают в Шанхай (поначалу спутав его с Дублином). Пройдя по городу, они попадают на прилавок с рыбой и морепродуктами, где по телевидению узнают, что Дэйв похитил пингвинов из Гвадалахары, Мадрида, Парижа, Афин, Амстердама, Осаки… повсюду, кроме Шанхая. Пингвины отправляются в океанариум «Шанхайский морской мир», откуда Дэйв собирался похитить «всемирно знаменитых шанхайских пингвинов-русалок». Они продумывают операцию «Пых, плюх и бабах». В её рамках Прапор, наряженный русалкой, был объектом отвлекающего манёвра, однако сам хотел помочь по-настоящему. Шкипер же убедил его, что Прапор тянет только на роль приманки. Операция проходит успешно, но как назло вмешивается «Северный ветер», а Прапор так и остался в окружении удивлённых посетителей. Охранник бросает его в аквариум к другим пингвинам-русалкам. Пингвины отвлекаются на появление «Северного ветра», а Дэйв, пойманный пингвинами, совершает побег и похищает русалок и Прапора. Пингвины гонятся за ним на самолёте «Северного ветра», но команда Секрета садится им на хвост и останавливает самолёт, Рико по инерции падает на кнопку, включающую программу самоуничтожения, и самолёт взрывается. Обессиленные пингвины плывут в одной лодке вместе с «Северным ветром», оказываясь в пяти километрах от острова, где остановился Дэйв. Там последний демонстрирует похищенным им пингвинам опыт с «Сывороткой медузы», испытав её действие на сверчке. По опыту Прапор и другие пингвины выясняют, что Дэйв хочет превратить всех пингвинов в монстров, рассчитывая на то, что после этого люди перестанут их любить. Затем, раскрыв камуфляж Прапора, осьминог догадывается, что Шкипер, Ковальски и Рико скоро сами к нему явятся.
Шкипер, Ковальски, Рико и Ева выслеживают окрестности острова, чтобы продумать план по спасению Прапора и победе над Дэйвом. В неподходящее время Шкипер и Секрет начинают спорить, кому совершать отвлекающий манёвр. Ева предлагает устроить турнир планов. Шкипер предлагает свой план действий, Секрет же считает, что его план лучше, так как он собирается опираться на современную технику. Желая побольнее уколоть Шкипера, Секрет говорит ему, что, в отличие от него, никогда не терял ни одного из членов своей команды. Шкипер приходит в уныние и соглашается на план Секрета. Однако операция проваливается как со стороны самого «Северного ветра», так и со стороны пингвинов — всех её участников берут в плен. Пингвинов ведут к Дэйву, где он планировал продемонстрировать пришедшим в уныние пингвинам опыт с «Сывороткой медузы» на Прапоре. Узнав, что задумал Дэйв, Шкипер случайно пробалтывается, что Прапор до ужаса обаятелен, после чего Дэйв приказывает своим подручным увеличить мощность действия луча. Дэйв смотрит на шкалу, чтобы вовремя выстрелить, пингвины паникуют и пытаются выдавить из Рико скрепку, а Прапор в самый последний момент успевает убежать из плена (он как раз и проглотил скрепку), чего никто не замечает. Дэйв думает, что уничтожил пингвина, после чего Шкипер и его команда ещё больше унывает. Подручные Дэйва отвозят всех пингвинов в одно отделение. Прапор тем временем освобождает команду «Северный ветер», однако те отказываются помочь спасти остальных пингвинов, так как вся их аппаратура была конфискована.
Подводная лодка Дэйва всплывает в Нью-Йорке, где тот напускает на людей превращённых им в монстров пингвинов. В панике люди вызывают ветеринарную службу, которая постепенно отлавливает пингвинов, а между тем Прапор крадёт из подводной лодки Дэйва лазерное оружие, из которого его подручный выстрелил «Сывороткой медузы» в пингвинов. Затем Прапор находит обезображенных Шкипера, Ковальски и Рико, и вместе они продумывают план по превращению пингвинов в милых бело-пушистых созданий. Но для осуществления операции требовался источник «запредельной бело-пушистости», которым оказался Прапор. Он жертвует собой ради возвращения всем пингвинам на планете их обычного облика, и даже после пререканий со Шкипером Прапор всё равно остаётся внутри луча. Шкипер пытается нажать на кнопку пульта, однако разряжается аккумулятор. Рико убегает за батарейками, а Шкипер и Ковальски задерживают осьминогов. Помимо батареек Рико берёт и упаковку восстановивших свою широкую продажу «Сырных хрумок». Тем временем прибывает «Северный ветер», разгоняет осьминогов и подрывает подводную лодку Дэйва. Дэйв внезапно атакует Шкипера и Ковальски, отвлекавшихся на других осьминогов и оказавшихся на верху его лазерного оружия, но Рико кидает Шкиперу новые батарейки. Шкипер успевает зарядить пульт, но роняет, и Дэйв кидает всех троих в машину ветеринарной службы. Рико отрыгивает упаковку «Хрумок», а Шкипер на лету ловит её и бросает один кусочек «Хрумки» о кнопку пульта, после чего срабатывает луч, и все пингвины получают свой прежний облик. Прапор же обрастает скорлупой и снова вылупляется, но на этот раз уже наполовину уродливым (с розовым лицом и оленьими рогами). Шкипер торжественно объявляет, что желание Прапора сбывается — он наконец-то становится полезным членом команды. Все остальные пингвины чествуют Прапора как героя. В знак благодарности Ева целует Ковальски, чего последний долго ждал, а Секрет, поняв, что недооценивал команду Шкипера, признаёт пингвинов достойными мастерами своего дела. Дэйв после действия луча резко уменьшается и оказывается в сувенирном шаре со снегом, который пингвины дарят прохожей девочке.
В скрытой сцене после титров Прапору возвращают его прежний вид с помощью Морта. С Мортом же никаких изменений не происходит… почти. (В конце сцены Морт съел Джулиана.)

## Роли озвучивали
- Том Макграт — Шкипер[2]
- Крис Миллер — Ковальски[2]
- Конрад Вернон — Рико[2]
- Кристофер Найтс — Прапор[2]
- Бенедикт Камбербэтч — агент Секрет[2]
- Кен Джонг — Порох
- Аннет Махендру — Ева
- Петер Стормаре — Капрал
- Джон Малкович — доктор Октавий Спрут/Дэйв[2]
- Дэнни Джейкобс — король Джулиан / исполнение песни Afro Circus / I Like To Move It
- Энди Рихтер — Морт
- Шон Чермэтц — сверчок
- Вернер Херцог  — документалист
- Джим Пирри — гондольер

## Производство
Фильм о пингвинах разрабатывался на студии с выхода первого «Мадагаскара». Его планировали выпустить в 2009 году. В 2011 году объявили, что пингвины получат собственный полнометражный мультфильм, наподобие «Кота в сапогах». Режиссёром был назначен Саймон Дж. Смит, сорежиссёр фильма «Би Муви: Медовый заговор», продюсером — Лара Бри, а сценаристами — Алан Дж. Скулкрафт и Брент Саймонс, работавшие над мультфильмом «Мегамозг». В 2012 году фильм был отложен на 2015 год. Боб Скули, продюсер мультсериала «Пингвины из Мадагаскара», сообщил, что фильм не будет связан с мультсериалом, но сказал, что всё может измениться. В августе 2013 года сообщили, что Бенедикт Камбербэтч и Джон Малкович озвучат волка-агента ЦРУ и главного злодея фильма соответственно. 20 мая 2014 года DreamWorks объявила, что меняет местами даты выхода мультфильмов «Пингвины Мадагаскара» и «Дом», тем самым перенося премьеру «Пингвинов Мадагаскара» на 26 ноября 2014 года.